# Kunreuth
Kunreuth är en kommun och ort i Landkreis Forchheim i Regierungsbezirk Oberfranken i förbundslandet Bayern i Tyskland.
Kommunen ingår i kommunalförbundet Gosberg tillsammans med kommunerna Pinzberg och Wiesenthau.